# باد هونف
شهر باد هونف در ایالت نوردراین-وستفالن در کشور آلمان واقع شده است.